# Martin Lejéas-Carpentier
Pour les autres membres de la famille, voir François Antoine Lejéas.
Martin Lejéas-Carpentier, né le 16 octobre 1748 à Paris et mort le 12 décembre 1831 au château d'Aiserey, est un homme politique français.

## Biographie
Fils d'Antoine Lejéas, bourgeois de Paris et de Marie Anne Carpentier, il naît le 16 octobre 1748 à Paris.
Il est reçu avocat au parlement de Dijon à l'âge de vingt ans.
Au moment de la Révolution française, il est receveur général des fermes de cette ville.
En 1800, le gouvernement consulaire le nomme maire de Dijon, poste qu'il occupe deux ans. Élu le 27 mars 1802 (6 germinal an X) par le Sénat conservateur député de la Côte-d'Or au Corps législatif. Il siège parmi les zélés partisans du régime impérial jusqu'au 19 août 1807, époque à laquelle un décret de Napoléon l'appelle au Sénat conservateur.
Il fait encore partie de ce corps en 1814 mais il n'assiste pas à la séance où est votée la déchéance de l'empereur. La première Restauration ne l'appelle pas à la Chambre des pairs. Aux Cent-Jours, il y prend place le 2 juin 1815. Après Waterloo, il revient dans la Côte-d'Or et renonce à la politique.
Officier de la Légion d'honneur, il est également chancelier de la 6e cohorte.
Il meurt au château d'Aiserey le 12 décembre 1831 à l'âge de 83 ans, et est inhumé au cimetière de la même ville.
Sa fille, Marie Madeleine (1780-1827), épouse, le 21 mai 1801 à Dijon, Hugues Bernard Maret, duc de Bassano.

## Armoiries
| Figure | Blasonnement |
|        | Armes du 1er comte Lejéas et de l'Empire De gueules, à un chevron d'or surmonté de deux étoiles en fasce d'argent ; franc-quartier de comte sénateur., |